# ملیس آتونن
ملیس آتونن (استونیایی: Meelis Atonen؛ زادهٔ ۵ دسامبر ۱۹۶۶) سیاستمدار و نماینده سابق مجلس اهل استونی است.